# La Fille qui navigua autour de Féérie dans un bateau construit de ses propres mains
La Fille qui navigua autour de Féérie dans un bateau construit de ses propres mains (titre original : The Girl Who Circumnavigated Fairyland in a Ship of Her Own Making) est un roman de fantasy de l'écrivain américain Catherynne M. Valente disponible sur Internet dès 2009 puis publié sous format papier en 2011 puis traduit en français et publié par les éditions Balivernes en 2015. Il est le premier tome de la série Féérie. Cet ouvrage a obtenu le prix Andre-Norton 2009 ainsi que le prix Locus du meilleur roman pour jeunes adultes 2012.

## Distinction
Le roman a été récompensé par le prix Imaginales du meilleur roman jeunesse 2016.

## Éditions
- The Girl Who Circumnavigated Fairyland in a Ship of Her Own Making, Internet, 2009 ;
- The Girl Who Circumnavigated Fairyland in a Ship of Her Own Making, Feiwel and Friends, 10 mai 2011, 256 p.  (ISBN 978-0-312-64961-6) ;
- La Fille qui navigua autour de Féérie dans un bateau construit de ses propres mains, Balivernes, 5 novembre 2015, trad. Laurent Philibert-Caillat, 256 p.  (ISBN 978-2-35067-117-8).